# Riksinnebandygymnasiet
Riksinnebandygymnasiet tillhör Elitidrottsgymnasiet på Maja Beskowgymnasiet och ett riksidrottsgymnasium i Umeå. Huvudverksamheten består, utöver gymnasieutbildning, av elitsatsning på innebandy i form av RIG Umeå IBF där större delen av verksamheten bedrivs.   

## Umeå elitidrottsgymnasium, Maja Beskowgymnasiet
RIG-verksamheten är koncentrerad till Maja Beskowgymnasiet i Umeå, där det idag finns cirka 800 gymnasiestuderande. 
Umeå Elitidrottsgymnasium som är en egen enhet på Maja Beskowgymnasiet erbjuder fyra gymnasieprogram.

## Antagningsprocess
Antagningen till Riksinnebandygymnasiet sker i två steg. Först kallas utvalda spelare till ett initialt uttagningsläger (Steg 1), vanligtvis i Uppsala. Därefter väljs ett mindre antal spelare ut till en andra uttagning (Steg 2) som hålls i Umeå. Bedömningen baseras på idrottslig nivå, fysisk kapacitet, psykisk och social mognad, samt studieambition. Totalt antas åtta spelare per kön och årskull.

## Syfte och mål
Riksidrottsgymnasiet och RIG Umeå IBF syftar till helhetsutveckling: tekniskt, taktiskt, fysiskt, psykiskt och socialt, i en miljö där studier integreras med idrott på elitnivå  . Många tidigare elever har gått vidare till landslagsspel och professionella karriärer, vilket bekräftar programmets framgång.

## RIG Umeå IBF - En del av utbildningen
RIG Umeå IBF är den ideella förening som bedrivs av elever vid Riksinnebandygymnasiet med två lag (dam och herr) under samma verksamhet. Klubben har cirka 50 medlemmar och startades 2006.
Säsongen 2025/26 har RIG Umeå IBF:
- Ett damlag i Allsvenskan norra och JAS
- Ett herrlag i Allsvenskan och JAS